# Amadou Makhtar N'Diaye
Pour les articles homonymes, voir Amadou Ndiaye et Ndiaye.
Ne doit pas être confondu avec Makhtar N'Diaye, basketteur sénégalais
Amadou Makhtar N'Diaye est un joueur de football sénégalais.
Formé au Stade rennais, où il ne s'est jamais réellement imposé, il a cependant joué à Club Sportif Sedan Ardennes et à Yverdon-Sport FC, avant de rejoindre les Rangers FC à l'été 2006.
Cet international a joué la Coupe du monde 2002 avec les Lions de la Téranga.
Il entraîne le club amateur mayennais du FCRL (Football club de Ruillé-Loiron) une partie de la saison 2017-2018 puis de nouveau sur la saison 2022-2023.

## Palmarès
- Finaliste de la Coupe d'Afrique des nations en 2002 (équipe du Sénégal).
- Quart de finaliste de la coupe du monde 2002